# Ottorino Volonterio
Ottorino Volonterio (Orselina, 7 de dezembro de 1917 – Lugano, 10 de março de 2003) foi um automobilista suíço de Fórmula 1. Não marcou pontos na categoria.